# Тязівська сільська рада
| Тязівська сільська рада — орган місцевого самоврядування у Тисменицькому районі Івано-Франківської області з адміністративним центром у с. Тязів. Сільській раді підпорядковані населені пункти: - с. Тязів |

## Склад ради
Рада складається з 16 депутатів та голови.

### Керівний склад ради
| ПІБ                         | Основні відомості                                                           | Дата обрання | Дата звільнення |
| --------------------------- | --------------------------------------------------------------------------- | ------------ | --------------- |
| Мазурик Ярослав Олексійович | Сільський голова, 1948 року народження, освіта, член Народного Руху України | 26.03.2006   | 31.10.2010      |

Примітка: таблиця складена за даними джерела